# أمبيدكار
أمبيدكار (14 أبريل 1891 - 6 ديسمبر 1956)، المعروف باسم باباساهب أمبيدكار، كان رجل قانون هندي، اقتصادي، سياسي ومصلح اجتماعي ألهم حركة داليت البوذية وحمل ضد التمييز الاجتماعي تجاه المنبوذين (الداليت وهم مجموعة مضطهدة ومنبوذة لاتملك حقوقاً كغيرها من أفراد المجتمع)، ودعم حقوق المرأة والعمل. كان أول وزير مستقل للقانون والعدالة في الهند، وهو المهندس الرئيسي لدستور الهند، وأب مؤسس لجمهورية الهند.
كان أمبيدكار طالبًا غزير الإنتاج حصل على درجة الدكتوراه في الاقتصاد من جامعة كولومبيا وكلية لندن للاقتصاد، واكتسب سمعة كباحث في بحثه في القانون والاقتصاد والعلوم السياسية. في بداية حياته المهنية كان اقتصاديًا وأستاذًا ومحامًا. تميزت حياته في وقت لاحق من خلال أنشطته السياسية. شارك في الحملة والمفاوضات من أجل استقلال الهند، ونشر الدوريات، والدعوة إلى الحقوق السياسية والحرية الاجتماعية للداليت، والمساهمة بشكل كبير في إقامة دولة الهند في عام 1956.
في عام 1990، تم منحه أعلى جائزة مدنية في الهند، يتضمن إرث أمبيدكار العديد من النصب التذكارية والتصوير في الثقافة الشعبية.

## نشأته
ولد أمبيدكار في 14 أبريل 1891 في البلدة والمعسكر العسكري كان الطفل الرابع عشر والأخير لوالده رامجي مالوجي ساكال، وهو ضابط في الجيش، كانت أسرته من أصول ماراثية من بلدة أمباداوي في ولاية ماهاراشترا الحديثة. كانت الطبقة التي ينتمي إليها أمبيدكار وعائلته تدعى (داليت)، الذين كانوا كمنبوذين وتعرضوا للتمييز الاجتماعي-الاقتصادي. عمل أسلاف أمبيدكار منذ فترة طويلة لصالح جيش شركة الهند الشرقية البريطانية، وعمل والده في الجيش الهندي البريطاني في معسكر ماهو. على الرغم من أنهم التحقوا بالمدرسة، تم فصل أمبيدكار وغيرهم من الأطفال المنبوذين، ولم يعطوا سوى القليل من الاهتمام أو المساعدة من قبل المعلمين. لم يسمح لهم بالجلوس داخل الفصل. عندما احتاجوا لشرب الماء، كان على شخص من طبقة عليا أن يصب تلك المياه من ارتفاع حيث لا يسمح لهم بلمس الماء أو الوعاء الذي يحتوي عليه. هذه المهمة كانت تؤدي عادة لشباب أمبيدكار من قبل مدرسة المدرسة، وإذا لم يكن هناك متوفرا، كان عليه أن يذهب بدون ماء كان مطلوبًا منه الجلوس على كيس خيش كان عليه أخذه معه إلى المنزل.

## تعليمه
في عام 1897، انتقلت عائلة أمبيدكار إلى مومباي حيث أصبح أمبيدكار الوحيد المنبوذ الذي التحق بمدرسة إلفينستون الثانوية. في عام 1906، عندما كان عمره حوالي 15 سنة، تم ترتيب زواجه من طفلة تبلغ من العمر تسع سنوات.
في عام 1907، اجتاز امتحان القبول، وفي السنة التالية دخل كلية إلفينستون، التي كانت تابعة لجامعة بومباي.
بحلول عام 1912، حصل على شهادته في الاقتصاد والعلوم السياسية من جامعة بومباي، واستعد للعمل مع حكومة ولاية بارودا. كانت زوجته قد نقلت عائلته الصغيرة وبدأت العمل عندما اضطر إلى العودة بسرعة إلى مومباي لرؤية والده المريض، الذي توفي في 2 فبراير 1913.
في عام 1913، انتقل أمبيدكار إلى الولايات المتحدة وكان يبلغ من العمر 22 عامًا. وقد حصل على منحة دراسية. اجتاز امتحان الماجستير في يونيو 1915، وتخصص في الاقتصاد وغيرها من موضوعات علم الاجتماع والتاريخ والفلسفة والأنثروبولوجيا. قدم أطروحة، التجارة الهندية القديمة. تأثر أمبيدكار بجون ديوي وعمله في مجال الديمقراطية.
في أكتوبر 1916، التحق بدورة المحامين في غرايز إن، وفي نفس الوقت التحق بمدرسة لندن للاقتصاد حيث بدأ العمل في أطروحة الدكتوراه. في يونيو 1917، عاد إلى الهند بسبب انتهاء منحتة الدراسية. تم إرسال مجموعة كتبه على متن سفينة مختلفة عن السفينة التي كان عليها، وقد تم نسف هذه السفينة وغرقها بواسطة غواصة ألمانية. حصل على إذن للعودة إلى لندن لتقديم أطروحته في غضون أربع سنوات. عاد في أول فرصة، وأكمل شهادة الماجستير في عام 1921. كانت أطروحته حول «مشكلة الروبية: أصلها وحلها». وفي عام 1923، أكمل شهادة دكتوراه في الاقتصاد. حصل على الدكتوراه الثالثة والرابعة دكتوراه في القانون.

## مهنته السياسية
في عام 1935، عُيّن أمبيدكار مديرًا لكلية الحقوق الحكومية، بومباي، وهو المنصب الذي شغله لمدة عامين. كما شغل منصب رئيس مجلس إدارة كلية رامغاس، جامعة دلهي، بعد وفاة مؤسسها شري راي كيدارناث. استقر أمبيدكار في بومباي، وأشرف على بناء منزله، وخزّن في مكتبته الشخصية أكثر من 50000 كتاب. توفيت زوجته راماباي بعد صراع طويل مع المرض في نفس العام. كان لديها رغبة قوية في الذهاب في رحلة حج إلى باندهاربور، لكن أمبيدكار رفض السماح لها بالرحيل، وأخبرها أنه سيخلق لها باندهاربور جديدة بدلاً من تلك الهندوسية التي تعاملهم على أنهم منبوذين. في مؤتمر يولا في 13 أكتوبر في ناسيك، أعلن أمبيدكار عن نيته في التحول إلى دين مختلف وحث أتباعه على ترك الهندوسية. كان يكرر هذه الرسالة في العديد من الاجتماعات العامة في جميع أنحاء الهند.
في عام 1936، أسس أمبيدكار حزب العمل المستقل، الذي تنافس في انتخابات بومباي عام 1937 أمام الجمعية التشريعية المركزية لـ 13 مقعدًا خاصًا و4 مقاعد عامة، وحصل على 11 و3 مقاعد على التوالي.
نشر أمبيدكار كتابه إبادة الطائفة في 15 مايو 1936، وانتقد بشدة القادة الدينيين الهندوس الأرثوذكس والنظام الطبقي بشكل عام، وتضمن انتقادًا لغاندي حول هذا الموضوع. لاحقًا، في مقابلة مع بي بي سي عام 1955، اتهم غاندي بالكتابة ضد نظام الطبقات في أوراق اللغة الإنجليزية أثناء كتابته لدعمه في أوراق لغة الغوجاراتية.
خلال هذا الوقت، حارب أمبيدكار أيضًا ضد نظام خوتي السائد في كونكان، حيث استغل الخوت، أو جامعي الإيرادات الحكومية، المزارعين والمستأجرين بانتظام. في عام 1937، قدّم أمبيدكار مشروع قانون في الجمعية التشريعية في بومباي بهدف إلغاء نظام خوتي من خلال خلق علاقة مباشرة بين الحكومة والمزارعين.
خدم أمبيدكار في اللجنة الاستشارية للدفاع والمجلس التنفيذي لنائب الملك كوزير للعمل. قبل أحداث يوم النجاة، ذكر أمبيدكار أنه كان مهتمًا بالمشاركة، وأشار إلى أن المجتمعات التي عمل معها كانت مضطهدة بسبب سياسات الكونغرس بمقدار عشرين مرة أكثر من المسلمين الهنود؛ وأوضح أنه كان ينتقد الكونغرس، وليس كل الهندوس. خطب جيناه وأمبيدكار بشكل مشترك يوم النجاة في بومباي، حيث أعرب كلاهما عن انتقادات نارية لحزب المؤتمر، ووفقًا لأحد المراقبين، اقترح أن الإسلام والهندوسية لا يمكن التوفيق بينهما.
بعد قرار لاهور (1940) الصادر عن الرابطة الإسلامية، كتب أمبيدكار منشورًا من 400 صفحة بعنوان أفكار حول باكستان، حلّل مفهوم باكستان من جميع جوانبه. جادل أمبيدكار بأن الهندوس يجب أن يتنازلوا عن باكستان للمسلمين، واقترح إعادة رسم الحدود الإقليمية للبنجاب والبنغال لفصل الأجزاء ذات الأغلبية المسلمة وغير المسلمة. كان يعتقد أنه لا يمكن للمسلمين أن يعترضوا على إعادة رسم حدود الأقاليم. إذا فعلوا ذلك، فإنهم لم يفهموا تمامًا طبيعة مطالبهم. يقول الباحث فينكات دوليبالا إن أفكار حول باكستان هزت السياسة الهندية لعقد من الزمان. حدد مسار الحوار بين الرابطة الإسلامية والمؤتمر الوطني الهندي، ما مهد الطريق لتقسيم الهند.
تنافس أمبيدكار في أول انتخابات عامة هندية في شمال بومباي عام 1952، لكنه خسر أمام مساعده السابق ومرشح حزب المؤتمر نارايان كاجرولكار. أصبح أمبيدكار عضوًا في راجيا سابها، وربما كان عضوًا معينًا. حاول دخول لوك سابها مرة أخرى في الانتخابات الفرعية لعام 1954 من بهاندارا، لكنه احتل المركز الثالث (فاز حزب المؤتمر). بحلول موعد الانتخابات العامة الثانية في عام 1957، توفي أمبيدكار.
كما انتقد أمبيدكار الممارسات الإسلامية في جنوب آسيا، وأثناء تبريره لتقسيم الهند، أدان زواج الأطفال وإساءة معاملة النساء في المجتمع الإسلامي.

## حياته المهنية
في عام 1918، أصبح أستاذاً للاقتصاد السياسي في كلية سيدينهام للتجارة والاقتصاد في مومباي. على الرغم من نجاحه مع الطلاب، اعترض أساتذة آخرون على مشاركة إبريق ماء الشرب معهم.
وقد تمت دعوة أمبيدكار للإدلاء بشهادته أمام لجنة ساوثبورو، التي كانت تعد قانون حكومة الهند لعام 1919. في هذه الجلسة، جادل أمبيدكار لإنشاء دوائر انتخابية مستقلة وتحفظات للمتبرعين وغيرهم من الجماعات الدينية. في عام 1920، بدأ نشر أسبوعية Mooknayak (زعيم الصمت) في مومباي بمساعدة شاهو من كولهابور أي شاهو الرابع (1874-1922).
أثناء ممارسته القانون في محكمة بومباي العليا، حاول تعزيز تعليم المنبوذين ورفعهم. كانت أول محاولاته المنظمة هي تأسيسه للمؤسسة المركزية بهيشكريت هيتاكاريني سابها، التي تهدف إلى تعزيز التعليم والتحسين الاجتماعي-الاقتصادي.
تم تعيينه في لجنة رئاسة بومباي للعمل مع لجنة سايمون الأوروبية بالكامل في عام 1925. أثارت هذه اللجنة احتجاجات كبيرة في جميع أنحاء الهند، وبينما تجاهل معظم الهنود تقريرها، كتب أمبيدكار نفسه مجموعة منفصلة من التوصيات لدستور الهند في المستقبل.
بحلول عام 1927، قرر أمبيدكار إطلاق حركات نشطة ضد النبذ. بدأ مع الحركات العامة والمسيرات لفتح موارد مياه الشرب العامة. كما بدأ صراعا من أجل الحق في دخول المعابد الهندوسية.
في عام 1930، أطلق إمبدكار حركة معبد كالإرم بعد ثلاثة أشهر من التحضير. تجمع حوالي 15000 متطوع في معبد Kalaram satygraha مما يجعل واحدة من أعظم مواكب ناشيك. ترأس الموكب فرقة عسكرية، وهي مجموعة من الكشافة، وسار رجال ونساء في النظام والنظام والتصميم على رؤية الإله للمرة الأولى. وعندما وصلوا إلى البوابة، أغلقت السلطات البوابة
أعطت الاتفاقية مقاعد محجوزة للطبقات المكتئبة في المجالس التشريعية المؤقتة، داخل جمهور الناخبين. وبسبب الاتفاقية، حصلت الطبقة المكتئبة على 148 مقعدًا في المجلس التشريعي، بدلاً من 71 مقعدًا كما تم تخصيصها في الجائزة المجتمعية التي اقترحها في وقت سابق رئيس الوزراء البريطاني رامزي ماكدونالد. يستخدم النص مصطلح «الطبقات المكتئبة» للدلالة على المنبوذين بين الهندوس الذين أطلق عليهم فيما بعد «الطبقات المبرمجة والقبائل المجدولة» بموجب قانون الهند لعام 1935، والدستور الهندي اللاحق لعام 1950. في حزب بونا، تم تشكيل جمهور موحّد من حيث المبدأ، لكن الانتخابات الأولية والثانوية سمحت للمتشاهدين من الناحية العملية باختيار مرشحيهم.
في عام 1935، تم تعيين أمبيدكار مديرًا لكلية القانون الحكومية، في بومباي، وهو المنصب الذي شغله لمدة عامين. كما شغل منصب رئيس مجلس إدارة في جامعة دلهي، بعد وفاة مؤسسها استقر أمبيدكار في بومباي، وقام بإشرافه على بناء منزل، وقام بتخزين مكتبته الشخصية بأكثر من 50000 كتاب. توفيت زوجته راماباي بعد مرض طويل في نفس العام. كانت رغبتها طويلة الأمد في الذهاب للحج إلى باندهاربور، لكن أمبيدكار رفض السماح لها بالرحيل، في مؤتمر يولا للتحويل في 13 أكتوبر في ناسيك، أعلن أمبيدكار عن نيته في التحول إلى دين مختلف وحث أتباعه على ترك الهندوسية. كان يكرر رسالته في العديد من الاجتماعات العامة في جميع أنحاء الهند.

## آراؤه في الشيوعيَة
كان لأمبيدكار وجهات نظر متضاربة على الشيوعية. في بوذا أو كارل ماركس، ويناقش مبيدكار بأن أساليب بوذا كانت أفضل من طريقة كارل ماركس، ومع ذلك فهو لا يختلف مع هدف الشيوعية، عن خلق مجتمع لا طبقي. اختلف مع الوسائل التي اعتمدها الشيوعيون وانتقدهم. وكتب رأيه في ذلك:

## تراثه
كان لتراث أمبيدكار كمصلح اجتماعي-سياسي تأثير عميق على الهند الحديثة. في الهند ما بعد الاستقلال، يتم احترام فكره الاجتماعي السياسي عبر الطيف السياسي. وقد أثرت مبادراته في مختلف مجالات الحياة وحولت الطريقة التي تنظر بها الهند اليوم إلى السياسات الاجتماعية - الاقتصادية والتعليم والعمل الإيجابي من خلال الحوافز الاجتماعية - الاقتصادية والقانونية. سمعته كباحث قاد إلى تعيينه كأول وزير قانون حر الهند، ورئيس لجنة لصياغة الدستور. كان يؤمن بشدة بالحرية الفردية وينتقد المجتمع الطبقي. اتهاماته للهندوسية بأنها أساس النظام الطبقي جعلته مثير للجدل ولا يحظى بشعبية بين الهندوس التقليديين. أدى تحوله إلى البوذية إلى إحياء الاهتمام بالفلسفة البوذية في الهند والخارج.
تم العثور على ذكريات أمبيدكار في جميع أنحاء العالم، وعلى الأخص في الهند. أكبر عدد من التمثال في الهند هو أمبيدكار تم العثور على تماثيل أمبيدكار والآثار في كل مدينة ومدينة تقريبا في الهند وكذلك في أماكن مختلفة في خارج الهند. وبصرف النظر عن الهند، توجد تماثيله بالحجم الكامل في اليابان والمملكة المتحدة، فضلاً عن تماثيل نصفية أو تماثيل نصفية في الولايات المتحدة الأمريكية وأستراليا والمملكة المتحدة وكندا والمجر.

## موته
منذ عام 1948، عانى أمبيدكار من مرض السكري. كان في السرير من يونيو إلى أكتوبر في عام 1954 بسبب الآثار الجانبية للأدوية وضعف البصر. كان يشعر بالمرارة المتزايدة بسبب القضايا السياسية، التي أثرت على صحته. تدهورت صحته خلال عام 1955. بعد ثلاثة أيام من الانتهاء من مخطوطته النهائية، توفي أمبيدكار في نومه يوم 6 ديسمبر 1956 في منزله في دلهي.

## روابط خارجية
- أمبيدكار على موقع الموسوعة البريطانية (الإنجليزية)
- أمبيدكار على موقع مونزينجر (الألمانية)